# Mohamed Aboutrika
Mohamed Aboutrika (en arabe : محمد أبو تريكة), né le 7 novembre 1978 à Gizeh, est un footballeur international égyptien qui évoluait au poste de milieu de terrain a Al Ahly SC. Il remporte la Coupe d'Afrique des nations en 2006, 2008 et 2010 avec l'Égypte.

## Biographie

### Carrière
Aboutrika est né à Gizeh. À 12 ans il intègre le centre de formation du Tersana SC avant d'être appelé en équipe première. Il participe à de nombreux matchs et inscrit 93 buts en 169 apparitions. En 2004, il est transféré à Al Ahly SC et devient vite un élément essentiel sous les ordres de Manuel José. Il remportera des dizaines de trophées, notamment des Ligue des champions de la CAF ainsi que le Championnat d'Égypte de football et plusieurs Coupe d'Égypte et Supercoupe d'Égypte de football. Il offre notamment la Ligue des champions de la CAF 2006 à son club, en finissant meilleur buteur de la compétition et en marquant le but décisif lors de la finale retour à la 92e minute face au CS Sfax.
Doué d'une grande technique, c'est le meneur de jeu qui inscrit le tir au but victorieux, lors de la finale de la CAN 2006 contre la Côte d'Ivoire qui se déroule dans son pays. Exploit qu'il renouvelle dans le cours du jeu cette fois-ci lors de la finale de l'édition 2008 face au Cameroun.
À la suite des événements de Port-Saïd le 1er février 2012, il annonce qu'il prend sa retraite, suivi par Emad Moteab et Mohamed Barakat. Il reviendra ensuite sur sa décision.
Aboutrika est nommé pour l'Award du meilleur joueur africain en 2006. Il arrive second en 2008. Il est élu meilleur joueur africain évoluant en Afrique en 2008 et 2012.
Aboutrika remporte la Coupe d'Afrique des nations 2006, et il inscrit le but de la victoire lors de la finale de la Coupe d'Afrique des nations 2008. Il aide son équipe, Al Ahly, à obtenir la 3e place lors de la Coupe du monde des clubs de la FIFA 2006. Il est aussi le meilleur buteur de la Coupe du monde des clubs de la FIFA avec Lionel Messi et Denilson.
Aboutrika est considéré comme une légende du football. Lors de la remise des Awards 2012, Didier Drogba déclare au meneur de jeu égyptien « Vous êtes une légende ».
En 2013, Aboutrika annonce qu'il prend sa retraite après la Coupe du monde des clubs de la FIFA 2013. Comme un symbole, lors de son dernier match devant les supporter Ahlawy, c'est lui qui marque le premier but de la finale retour de la Ligue des champions de la CAF 2013. Il permet ainsi à son équipe de remporter une huitième Ligue des champions, sa cinquième personnelle.

### En exil
En 2012, il soutient Mohamed Morsi, élu à l'élection présidentielle égyptienne de 2012, puis, après la chute de ce dernier, il critique le coup d'État du 3 juillet 2013 en Égypte, et s'exile la même année au Qatar. Il est par la suite accusé d'avoir financé la confrérie islamiste des Frères musulmans grâce à sa société d'agence de voyage Tours fondée en 2013 et donc de financement d'une organisation terroriste en raison du classement fin 2013 des Frères musulmans en « organisation terroriste » par les autorités égyptiennes et ses avoirs sont gelés. Le 17 janvier 2017, un tribunal du Caire l'inscrit sur une liste des organisations et des personnes considérées comme « terroristes » par les autorités égyptiennes. Le 28 avril 2018, la justice annule le gel de ses avoirs. Mohamed Aboutrika est condamné par contumace à un an de prison pour fraude fiscale le 13 novembre 2018 : il est déclaré coupable d'avoir échappé à l'impôt sur un bénéfice de 710 000 livres égyptiennes (environ 35 500 euros) pour des publicités. Le 18 mai 2024, La Cour de cassation égyptienne annule l'inscription de Mohamed Aboutrika, et plus de 1500 personnes, sur des listes « terroristes » établies en raison de leurs liens présumés avec la confrérie des Frères musulmans.

### Prises de position
En septembre 2014, le Pape François propose l'organisation d'une rencontre amicale, aux Vatican, entre des joueurs de niveau international de toutes confessions. Sont notamment invités Lionel Messi, Ezequiel Lavezzi, Gianluigi Buffon, Samuel Eto'o, David Trezeguet, Mesut Özil, Yossi Benayoun et Mohamed Aboutrika. Mais ce dernier décline pour « ne pas se frotter au mouvement sioniste », représenté selon lui par le joueur israélien Benayoun.

## Palmarès

### En club
- Al Ahly SC (22 titres)
  - Championnat d'Égypte :
    - Champion (7) : 2005, 2006, 2007, 2008, 2009, 2010 et 2011
    - Vice-champion (1) : 2004

  - Coupe d'Égypte :
    - Vainqueur (2) : 2006 et 2007
    - Finaliste (2) : 2004 et 2010[12]

  - Supercoupe d'Égypte :
    - Vainqueur (4) : 2005, 2006, 2007 et 2010
    - Finaliste (1) : 2009

  - Ligue des champions de la CAF :
    - Vainqueur (5) : 2005[13], 2006, 2008, 2012 et  2013
    - Finaliste (1) : 2007

  - Supercoupe de la CAF :
    - Vainqueur (4) : 2006, 2007, 2009 et 2013

  - Coupe du monde des clubs de la FIFA
    - Troisième : 2006

### En sélection
- Égypte (3 titres)
  - Coupe d'Afrique des Nations :
  - Vainqueur (3) : 2006, 2008 et 2010

### Distinctions personnelles
- Élu footballeur africain de l'année par la BBC en 2008
- Élu deuxième meilleur joueur africain de l'année en 2008
- Élu Lion d'or africain en 2008[14]
- Élu meilleur joueur évoluant sur le continent africain en 2008 et 2012[15]
- Élu meilleur joueur du Championnat d'Égypte en 2004, 2005, 2006, 2007 et 2008
- Meilleur buteur de la Coupe du monde des clubs de la FIFA en 2006 (3 buts)
- 3e meilleur buteur de l'histoire d'Al Ahly SC (126 buts)
- 2e buteur de l'histoire de  la Ligue des champions de la CAF (31 buts)
- Meilleur buteur du Championnat égyptien en 2006 (18 buts)
- Meilleur buteur de la Coupe d'Égypte en 2007 (4 buts)
- Co-meilleur buteur des éliminatoires de la Coupe du monde de football 2014 : zone Afrique (6 buts) avec son compatriote Mohamed Salah et Asamoah Gyan

## Statistiques
| Saison                | Club                  | Championnat           | Championnat | Championnat | Coupe(s) nationale(s) | Coupe(s) nationale(s) | Supercoupe | Supercoupe | Compétition(s) continentale(s) | Compétition(s) continentale(s) | Compétition(s) continentale(s) | Play-Off | Play-Off | Coupe du monde des clubs de la FIFA | Coupe du monde des clubs de la FIFA | Supercoupe de la CAF | Supercoupe de la CAF | Sélection               | Sélection | Sélection | Total | Total |
| Saison                | Club                  | Division              | M.          | B.          | M.                    | B.                    | M.         | B.         | Comp.                          | M.                             | B.                             | M.       | B.       | M.                                  | B.                                  | M.                   | B.                   | Équipe                  | M.        | B.        | M.    | B.    |
| 2000-2001             | Tersana SC            | 1                     | 10          | 6           | -                     | -                     | -          | -          | -                              | -                              | -                              | -        | -        | -                                   | -                                   | -                    | -                    | Égypte                  | 1         | 0         | 11    | 6     |
| 2001-2002             | Tersana SC            | 1                     | 15          | 7           | 1                     | 2                     | -          | -          | -                              | -                              | -                              | -        | -        | -                                   | -                                   | -                    | -                    | -                       | -         | -         | 16    | 9     |
| 2002-2003             | Tersana SC            | 1                     | 15          | 11          | 1                     | 0                     | -          | -          | -                              | -                              | -                              | -        | -        | -                                   | -                                   | -                    | -                    | -                       | -         | -         | 16    | 11    |
| 2003-2004             | Tersana SC            | 1                     | 10          | 3           | -                     | -                     | -          | -          | -                              | -                              | -                              | -        | -        | -                                   | -                                   | -                    | -                    | -                       | -         | -         | 10    | 3     |
| 2003-2004             | Al Ahly SC            | 1                     | 15          | 11          | 1                     | 2                     | -          | -          | -                              | -                              | -                              | -        | -        | -                                   | -                                   | -                    | -                    | Égypte                  | 5         | 4         | 21    | 17    |
| 2004-2005             | Al Ahly SC            | 1                     | 26          | 9           | -                     | -                     | -          | -          | C1                             | 6                              | 0                              | -        | -        | -                                   | -                                   | -                    | -                    | Égypte                  | 12        | 1         | 44    | 10    |
| 2005-2006             | Al Ahly SC            | 1                     | 21          | 18          | 4                     | 1                     | 1          | 0          | C1                             | 10                             | 4                              | -        | -        | 2                                   | 0                                   | 1                    | 0                    | Égypte                  | 15        | 4         | 54    | 27    |
| 2006-2007             | Al Ahly SC            | 1                     | 15          | 7           | 4                     | 4                     | 1          | 1          | C1                             | 11                             | 4                              | -        | -        | 3                                   | 3                                   | -                    | -                    | Égypte                  | 5         | 1         | 39    | 20    |
| 2007-2008             | Al Ahly SC            | 1                     | 19          | 5           | -                     | -                     | 1          | 0          | C1                             | 10                             | 3                              | -        | -        | -                                   | -                                   | -                    | -                    | Égypte                  | 14        | 4         | 44    | 12    |
| 2008-2009             | Al Ahly SC            | 1                     | 22          | 10          | 1                     | 0                     | -          | -          | C1+C2                          | 4+1                            | 0+1                            | 1        | 0        | 2                                   | 0                                   | -                    | -                    | Égypte                  | 11        | 8         | 42    | 19    |
| 2009-2010             | Al Ahly SC            | 1                     | 15          | 6           | 5                     | 2                     | 1          | 0          | C1                             | 11                             | 1                              | -        | -        | -                                   | -                                   | -                    | -                    | Égypte                  | 7         | 2         | 39    | 11    |
| 2010-2011             | Al Ahly SC            | 1                     | 17          | 8           | 2                     | 0                     | 1          | 1          | C1                             | 8                              | 1                              | -        | -        | -                                   | -                                   | -                    | -                    | Égypte                  | 11        | 2         | 39    | 12    |
| 2011-2012             | Al Ahly SC            | 1                     | 13          | 4           | -                     | -                     | -          | -          | C1                             | 10                             | 6                              | -        | -        | -                                   | -                                   | -                    | -                    | Égypte                  | 10        | 5         | 33    | 15    |
| 2012-2013             | Al Ahly SC            | 1                     | -           | -           | -                     | -                     | -          | -          | -                              | -                              | -                              | -        | -        | 3                                   | 1                                   | -                    | -                    | Égypte Égypte olympique | 2 4       | 2 1       | 9     | 4     |
| Total sur la carrière | Total sur la carrière | Total sur la carrière | 213         | 105         | 19                    | 11                    | 5          | 2          | -                              | 71                             | 20                             | 1        | 0        | 10                                  | 4                                   | 1                    | 0                    | -                       | 97        | 34        | 417   | 176   |